# Beverlee McKinsey
Beverlee McKinsey (* 9. August 1935 in McAlester, Oklahoma; † 2. Mai 2008 in Los Angeles, Kalifornien) war eine US-amerikanische Schauspielerin.

## Leben
Geboren im August 1935 als Beverlee Magruder studierte McKinsey an der University of Oklahoma in Norman Darstellende Kunst. Ihre Schauspielkarriere am Theater begann sie in Off-Bradway-Aufführungen, häufig an der Seite von James Earl Jones und Doris Belack. Ihre erste Gastrolle im Fernsehen hatte sie 1964 in der Serie The Reporter. Danach folgten viele Auftritte in Fernsehserien und Seifenopern. Von 1972 bis 1980 spielte sie die Emma Frame Ordway in der Serie Another World. Hierfür wurde sie vier Mal für den Emmy nominiert und erhielt 1977 und 1978 den Soapy Award. Sie wiederholte die Rolle der Emma in der Spin-off-Serie Texas zwischen 1980 und 1981.
In Deutschland kennt man sie aus der Serie Springfield Story, wo sie von 1984 bis 1992 die Alexandra Spaulding darstellte. In den Jahren 1986, 1991, 1992 und 1993 erhielt sie für ihre Rolle jeweils eine „Soap Opera Digest Award“-Nominierung.
1994 zog sich die Schauspielerin ins Privatleben zurück.
Beverlee McKinsey heiratete 1956 Mark McKinsey, von dem sie drei Jahre später geschieden wurde. Von 1971 bis zu dessen Tod 1984 war sie mit dem Schauspieler Berkeley Harris verheiratet. Sie lebte zuletzt in Kalifornien, ganz in der Nähe ihres Sohnes, Scott McKinsey. Dieser ist einer der Regisseure der Soap General Hospital, bei der seine Mutter 1994 einen Gastauftritt hatte. Am 2. Mai 2008 starb Beverlee McKinsey an Komplikationen infolge einer Nierentransplantation.

## Filmografie

### Filme
- 1969: Nur Pferden gibt man den Gnadenschuß (They Shoot Horses, Don’t They?)
- 1980: Bronco Billy
- 1983: Brian – Die Höllenfahrt eines Besessenen (The Demon Murder Case, Fernsehfilm)

### Fernsehserien
- 1964: The Reporter (eine Folge)
- 1965: The Nurses (eine Folge)
- 1965: Preston & Preston (The Defenders, eine Folge)
- 1965: Seaway (eine Folge)
- 1966: Preview Tonight (eine Folge)
- 1966: Hawk (eine Folge)
- 1968: Der Mann von gestern (The Second Hundred Years, eine Folge)
- 1969: Die Leute von der Shiloh Ranch (The Virginian, eine Folge)
- 1969: Hawaii Fünf-Null (Hawaii Five-0, eine Folge)
- 1969: Mannix (eine Folge)
- 1969, 1972: Twen-Police (zwei Folgen)
- 1970: FBI (The F.B.I., eine Folge)
- 1970: Im Wilden Westen (Death Valley Days, eine Folge)
- 1970–1971: Love Is a Many Splendored Thing
- 1971: Longstreet (eine Folge)
- 1971: Medical Center (eine Folge)
- 1971: McMillan & Wife (eine Folge)
- 1972: The Delphi Bureau (eine Folge)
- 1972–1980: Another World
- 1973: Cannon (eine Folge)
- 1973: The ABC Afternoon Playbreak (eine Folge)
- 1980–1981: Texas (89 Folgen)
- 1983: Remington Steele (eine Folge)
- 1984–1990: Springfield Story (sechs Folgen)
- 1994: General Hospital